# Awhiowhio
Awhiowhio is een geslacht van sponsdieren uit de klasse van de Demospongiae (gewone sponzen). 

## Soorten
- Awhiowhio osheai Kelly, 2007
- Awhiowhio sepulchrum Kelly, 2007
- Awhiowhio unda Kelly, 2007